# 락스 (그라우뷘덴주)

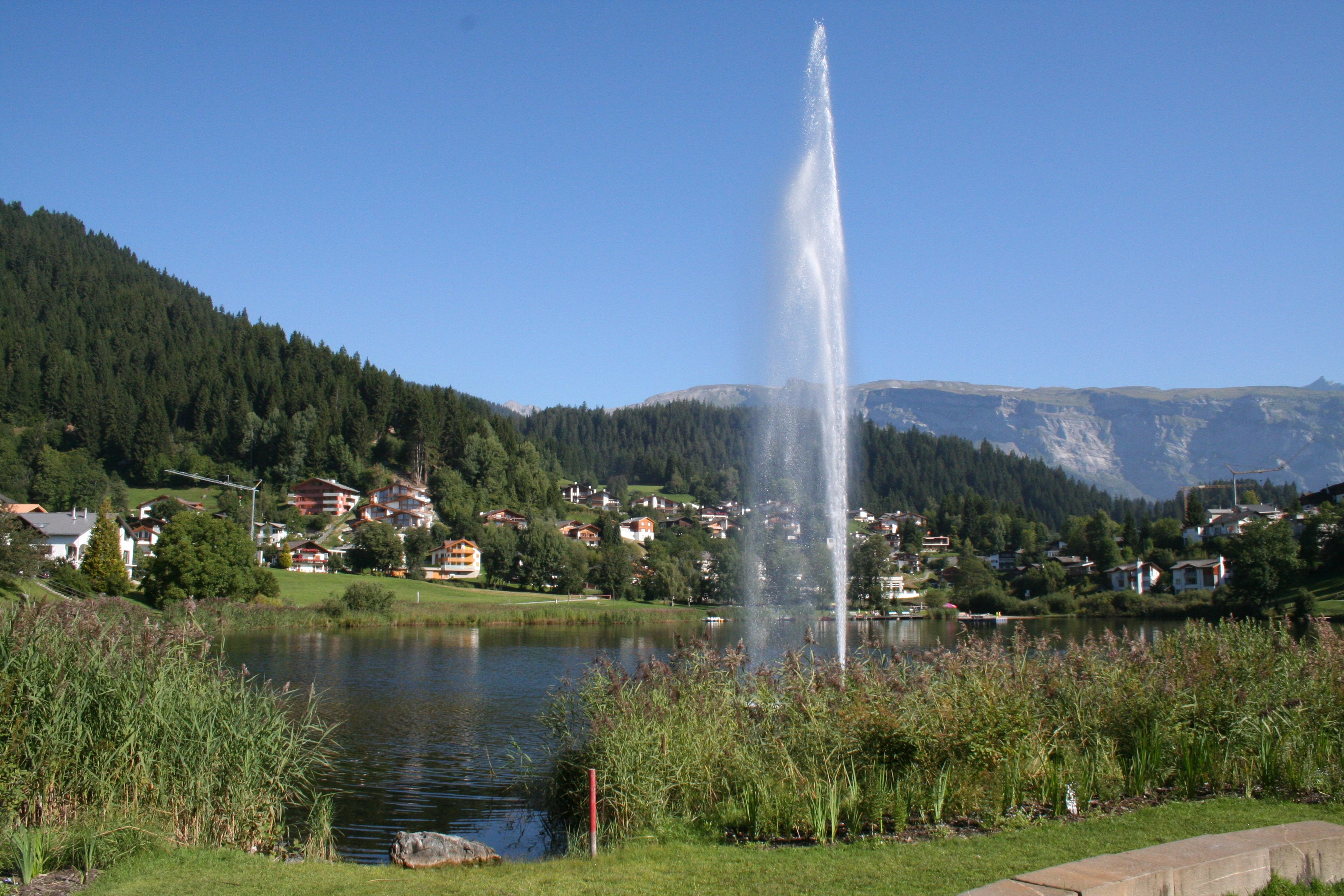
락스

락스(Laax)는 스위스 그라우뷘덴주의 도시로, 인구는 1,376명이다. 락스는 1290~98년 즈음에 "Lags"라는 이름으로 처음 언급되었다.
면적은 2006년 기준으로 31.7 km2(12.2 제곱 마일)이다. 이 중 35.8%가 농업 목적으로 사용되며, 30.6%는 숲으로 이루어져 있으며 3.6%가 정착(건물, 도로)용이고 나머지(29.9%)는 비생산 지대(강, 빙하, 산맥)이다.

## 인구 변동 추이
인구 변동 추이는 다음의 표와 같다:
| 연도 | 인구  |
| ---- | ----- |
| 1850 | 277   |
| 1900 | 280   |
| 1950 | 328   |
| 1970 | 480   |
| 2000 | 1,150 |
| 2010 | 1,551 |
| 2016 | 1,920 |